# Trichopus (Bulbophyllum)
Trichopus es una sección del género Bulbophyllum perteneciente a la familia de las orquídeas.
Se caracteriza por las pequeñas plantas de menos de 10 cm de alto y con pseudobulbos con una sola hoja y con 6 a muchas flores, con pedúnculo sinuoso que es más largo que el raquis, también sinuoso, y que tienen las flores distantes regularmente espaciadas, alternas,  con sépalos libres o ciliado.

## Especies
1. Bulbophyllum capituliflorum Rolfe 1906 Gabón, Congo y Zaire.
2. Bulbophyllum intertextum Lindl. 1862 África tropical.
3. Bulbophyllum pipio Rchb.f 1876 África tropical.
4. Bulbophyllum pumilum (Sw.) Lindl. 1830 África tropical.
5. Bulbophyllum vanum J.J.Verm. 1984 Gabón y Zaire.